# Erinnerungsmedaille an den Feldzug in Rio Negro und Patagonien
Die Erinnerungsmedaille an den Feldzug in Rio Negro und Patagonien war eine Auszeichnung des Landes Argentinien, welche am 27. Oktober 1881 per Gesetz geschaffen wurde. Ihre Verleihung erfolgte entsprechend der militärischen Hierarchie des Beliehenen an alle Teilnehmer des argentinischen Feldzuges in Rio Negro und Patagonien.

## Klasseneinteilung
- I. Klasse (Goldene Medaille für Kommandeure)
- II. Klasse (Silberne Medaille für Offiziere)
- III. Klasse (kupferne Medaille für Mannschaften)

## Aussehen und Trageweise
Die goldene, silberne oder kupferfarbene Medaille zeigt auf ihrem Avers das Wappen Argentiniens sowie die Umschrift der Kampagne. Das Revers zeigt mittig dagegen die argentinische Sonne umschlossen von der Umschrift: DIE NATION DEM SÜDHEERE 1881. Getragen wird die Medaille aller Klassen an der linken oberen Brustseite.